# Theo van Well
Theo van Well (Hoensbroek), 13 oktober 1959) is een voormalig Nederlands voetballer. Hij stond als middenvelder onder contract bij Fortuna Sittard. Voor zijn carrière als profvoetballer speelde Van Well enkele seizoenen voor RKVV Voerendaal, dat destijds in de Hoofdklasse C van de zondagamateurs in de regio Zuid 2 uitkwam.

## Statistieken
| Seizoen | Club            | Land      | Competitie | Wed. | Goals |
| ------- | --------------- | --------- | ---------- | ---- | ----- |
| 1982/83 | Fortuna Sittard | Nederland | Eredivisie | 23   | 2     |
| 1983/84 | Fortuna Sittard | Nederland | Eredivisie | 33   | 7     |
| 1984/85 | Fortuna Sittard | Nederland | Eredivisie | 25   | 1     |
| Totaal  | Totaal          | Totaal    | Totaal     | 81   | 10    |